# Dicranomyia caledonica
Dicranomyia caledonica är en tvåvingeart som beskrevs av Edwards 1926. Dicranomyia caledonica ingår i släktet Dicranomyia och familjen småharkrankar. Arten är reproducerande i Sverige. Inga underarter finns listade i Catalogue of Life.